# جعفر هادي حسن
جعفر هادي حسن (-30 سبتمبر2019) باحث وأكاديمي عراقي، وعضو رابطة الأكاديميين العراقيين في المملكة المتحدة، عُرف بأبحاثه عن الجماعات والطوائف والفِرق اليهودية المختلفة، ومنها «فرقة الدونمة بين اليهودية والإسلام» و «فرق يهودية معاصرة». تم تكريمه في عام 2013 على أبحاثه من قبل مؤسسة ميدل إيست مونيتور البريطانية.

## حياته
حصل على البكالوريوس والماجستير في الدراسات العربية من جامعة بغداد، فرع اللغات السامية (العبرية، الآرامية، السريانية، الفينيقية)، وعلى دكتوراه في اللغة العبرية والدراسات اليهودية من جامعة مانشستر، ودرّس في جامعة البصرة وجامعة الملك عبد العزيز وجامعة مانشستر، وجامعة سالفورد، وجامعة مكغيل والجامعة العالمية للدراسات الإسلامية في لندن، وكان مدير مركز اللغة العربية في لندن لعشر سنوات.

## مؤلفاته
ألف عدة كتب عُنيت غالبيتها بالدراسات اليهودية منها: 
- فرقة الدونمة بين اليهودية والإسلام.[5]
- قضايا وشخصيات يهودية.[6]
- تاريخ اليهود القرائين منذ ظهورهم حتى العصر الحاضر.[7]
- فرق يهودية معاصرة.[2]
- اليهود الحسيديم.[8]

## وفاته
توفي في 30 سبتمبر عام 2019، بعد معاناته مع المرض.